# 金牌红娘
《金牌红娘》，中国大陆的古装剧，导演林育塘，主演徐璐、韩承羽、李帅、井凌潇。第1季在2014年9月拍攝，11月1日首播；第2季在2015年3月拍攝，4月杀青，12月24日首播。

## 剧情
该剧讲述“金玲珑”和“李悦琛”一起经营“红娘馆”的故事。

## 演出
| 演员   | 角色   | 备注  |
| 徐璐   | 金玲珑 | 第1季 |
| 毛晓彤 | 金玲珑 | 第2季 |
| 韩承羽 | 李悦琛 |       |
| 井凌潇 | 林牧牧 |       |
| 李帅   | 郭祿天 |       |
| 方青卓 |        |       |

## 制作
该剧导演林育塘来自台湾。
演员几乎来自湖南卫视捧红的明星，韩承羽是参加《快乐男声》一蹴而红的歌声。